# Castanotherium sulcicollis
Castanotherium sulcicollis är en mångfotingart som först beskrevs av Karsch 1881.  Castanotherium sulcicollis ingår i släktet Castanotherium och familjen Zephroniidae. Inga underarter finns listade i Catalogue of Life.